# 제46친위야간폭격비행연대
제46친위야간폭격비행연대(第四十六親衛夜間爆擊飛行連隊, 러시아어: 46-й гвардейский ночной бомбардировочный авиационный полк)는 제2차 세계 대전 당시 소련 공군에서 운용한 부대 중 하나이다. 모든 부대원들이 여군이었던 것으로 유명하며, 밤의 마녀들(독일어: Nachthexen)이라는 별명이 있다. 마리나 라스코바 대령이 창설해서 예브도키야 베르샨스카야 소령이 지휘했다.
1942년부터 전쟁이 끝날 때까지 독일군에 대한 교란사격 및 정밀폭격 임무를 수행했다. 가장 규모가 컸을 때는 40명의 대원이 있었으며, 23,000회 이상 출격하며 3,000 톤 이상의 폭탄을 투하했다. 연대원들 중 서른 명은 작전 중 사망했다.

## 같이 보기
- 제586전투비행연대, Yak-1 운용 여군부대
- 제587폭격비행연대, 페틀랴코프 Pe-2 급강하폭격기 운용 여군부대